# 杯茎蛇菰
杯茎蛇菰（学名：Balanophora subcupularis）是蛇菰科蛇菰属的植物，是中国的特有植物。分布在中国大陆的广东、江西、福建、广西、湖南、云南等地，生长于海拔650米至1,450米的地区，见于密林中，目前尚未由人工引种栽培。